# 프랭클린 피어스 대통령 취임식
프랭클린 피어스의 제14대 미국 대통령 취임식은 1853년 3월 4일 금요일 워싱턴 D.C.의 미국 국회의사당 동쪽 주랑에서 열렸다. 이는 17번째 미국 대통령 취임식이었으며, 프랭클린 피어스의 대통령 임기와 윌리엄 R. 킹의 미국의 부통령 임기가 모두 4년 임기로 시작되었음을 의미한다. 대법원장 로저 토니가 대통령 취임 선서를 주재했다. 피어스는 취임 선서를 맹세하는 대신 확언했으며, 취임사를 외워서 낭독한 최초의 대통령이기도 했다.
결핵으로 병상에 있던 킹은 더 따뜻한 기후에서 회복하기 위해 스페인령 쿠바에 있었고, 3월 4일에 워싱턴에서 취임 선서를 할 수 없었다. 미국 의회의 특별법에 따라 그는 미국 밖에서 선서를 할 수 있었으며, 1853년 3월 24일에 취임했다. 킹은 외국에서 취임 선서를 한 유일한 부통령이다. 킹은 임기 시작 후 45일 만에 사망했으며, 임기 중 부통령직을 채울 수 있는 헌법적 규정이 없었기 때문에 그 자리는 공석으로 남아 있었다. 이는 1967년 미국 수정 헌법 제25조에 의해 규정되었다.

## 같이 보기
- 프랭클린 피어스 행정부
- 1852년 미국 대통령 선거